# Frohes Fest
Frohes Fest (tłum. Wesołych Świąt) – drugi studyjny album grupy Unheilig. Został wydany w roku 2000, w dwóch wersjach - standardowej "Frohes Fest" oraz w wersji limitowanej z dodatkową płytą "Tannenbaum" (Choinka) jako bonus.
Album zawiera tradycyjne niemieckie utwory świąteczne, takie jak "O Tannenbaum" oraz "Stille Nacht, heilige Nacht" (Cicha Noc, święta Noc).

## Lista utworów
Frohes Fest:
1. "Sternzeit (1. Strophe)" ("Gwiezdny czas [1. zwrotka]") - 2:13
2. "Kling Glöckchen klingelingeling"  ("Dzwoń mały dzwoneczku") - 4:11
3. "Leise rieselt der Schnee"  ("Cichutko sypie śnieg") - 5:09
4. "O Tannenbaum" ("O Choinko") - 4:32
5. "Sternzeit (2. Strophe)"  ("Gwiezdny czas [2. zwrotka]")  - 1:28
6. "Süßer die Glocken nie klingen"  ("Dzwony nigdy nie brzmią bardziej słodko")  - 5:23
7. "Als ich bei meinen Schafen wacht"  ("Tak jak ja czuwam przy moich owcach")  - 5:56
8. "Vollendung"  ("Ideał")  - 3:58
9. "Morgen kommt der Weihnachtsmann"  ("Jutro przyjdzie Święty Mikołaj")  - 5:03
10. "Sternzeit (3. Strophe)" ("Gwiezdny czas [3. zwrotka]") - 1:30
11. "Schneeflöckchen Weißröckchen"  ("Płatki śniegu, białe spódniczki")  - 5:29
12. "Still still still"  ("Cisza cisza cisza")  - 6:36
13. "Ihr Kinderlein kommet" ("Przychodzi małe dziecię") - 6:06
14. "Stille Nacht heilige Nacht" ("Cicha Noc, święta Noc") - 7:00
15. "Sternzeit (4. Strophe)" ("Gwiezdny czas [3. zwrotka]") - 3:42

Tannenbaum EP:
1. "O Tannenbaum [Single Edit]" - 3:37
2. "O Tannenbaum [Toxic Radio Edit]" - 3:14
3. "Vorweihnachtszeit" ("Przedświąteczny czas") - 4:09
4. "O Tannenbaum [Der Graf Club Edit]" - 6:23
5. "Knecht Ruprecht" - 5:15
6. "O Tannebaum [Toxic Club Remix]" - 6:02
7. "Weihnachtszeit" ("Świąteczny czas") - 2:43